# Desire's Magic Theatre
Desire's Magic Theatre drugi je i posljednji studijski album britanskog rock-sastava Purson. Diskografska kuća Spinefarm Records objavila ga je 29. travnja 2016.

## Popis pjesama
Tekstovi i glazba: Rosalie Cunningham. 
| 1.    | »Desire's Magic Theatre« | 6:11 |
| 2.    | »Electric Landlady«      | 3:53 |
| 3.    | »Dead Dodo Down«         | 3:10 |
| 4.    | »Pedigree Chums«         | 3:57 |
| 5.    | »The Sky Parade«         | 5:16 |
| 6.    | »The Window Cleaner«     | 3:28 |
| 7.    | »The Way It Is«          | 2:41 |
| 8.    | »Mr Howard«              | 4:08 |
| 9.    | »I Know«                 | 4:20 |
| 10.   | »The Bitter Suite«       | 7:10 |
| 44:18 |                          |      |

| Dodatne pjesme na digipak-izdanju | Dodatne pjesme na digipak-izdanju    | Dodatne pjesme na digipak-izdanju | Dodatne pjesme na digipak-izdanju | Dodatne pjesme na digipak-izdanju | Dodatne pjesme na digipak-izdanju | Dodatne pjesme na digipak-izdanju | Dodatne pjesme na digipak-izdanju | Dodatne pjesme na digipak-izdanju | Dodatne pjesme na digipak-izdanju |
| Br.                               | Skladba                              | Autor                             | Trajanje                          |                                   |                                   |                                   |                                   |                                   |                                   |
| --------------------------------- | ------------------------------------ | --------------------------------- | --------------------------------- | --------------------------------- | --------------------------------- | --------------------------------- | --------------------------------- | --------------------------------- | --------------------------------- |
| 11.                               | »Unsure Overture«                    | Cunningham, George Hudson         | 4:52                              |                                   |                                   |                                   |                                   |                                   |                                   |
| 12.                               | »I Know« (akustična inačica)         | Cunningham                        | 3:45                              |                                   |                                   |                                   |                                   |                                   |                                   |
| 13.                               | »The Sky Parade« (akustična inačica) | Cunningham                        | 4:45                              |                                   |                                   |                                   |                                   |                                   |                                   |
| 57:40                             |                                      |                                   |                                   |                                   |                                   |                                   |                                   |                                   |                                   |

## Recenzije
| Recenzije       | Recenzije |
| Izvor           | Ocjena    |
| --------------- | --------- |
| AllMusic        | [ 1 ]     |
| Metal Injection | 9/10      |
| Sputnikmusic    | 4,5/5     |

Dobio je pozitivne kritike. James Christopher Monger dao mu je četiri zvjezdice od njih pet u recenziji za AllMusic i zaključio je: „Desire's Magic Theatre iznimno je zabavan čak i kad se prepusti krajnostima i posvemašnjem apsurdu. Potvrđuje da su svi [glazbenici] umiješani u njegovo stvaranje nadareni i ni u kojem trenutku ne postaje parodija samog sebe.” Pišući za Metal Injection, Matt Bacon dao mu je devet od deset bodova i napisao je: „Iako Purson katkad padne u zamku veličanja staromodnih [rock-pjesama] i tako vam potiče glad za svježijim mesom, veći dio uratka odlikuje se divnom inovativnošću. Premda pjesme prožimaju poznati zvukovi, Purson je očito pojava za sebe koja uživa u svakoj minuti svojih pjesama.”
U pozitivnoj recenziji za Prog Dom Lawson izjavio je: „To je beskrajno inovativan, nestašan i zanimljiv album čije se pjesme odlikuju pažljivo oblikovanom psihodelijom i teatralnom razmetljivošću. Na drugom [Pursonovu] albumu Cunningham umjetnički spaja utjecaje svojih voljenih šezdesetih i sedamdesetih.” Sputnikmusic mu je dao četiri boda od njih pet i komentirao je: „Objavljen tri godine nakon uspješna debitantskog albuma 'The Circle and the Blue Door', ovo je Pursonov zreliji album koji i dalje pliva u rock n rollu poput svojeg prethodnika. 'Desire's Magic Theatre' najbolje ću opisati tako što ću ga nazvati slojevitom i jarkom hrpom pjesama psihodeličnog rocka. Još bi ga bolje bilo jednostavno nazvati klasičnim Pursonovim albumom.”

## Zasluge
| Purson - Rosalie Cunningham – vokal, električna gitara, akustična gitara, bas-gitara, klavijatura, udaraljke, dizajn naslovnice, aranžman, produkcija, miksanje - Raphael Mura – bubnjevi - George Hudson – električna gitara (na 2., 7. i 8. pjesmi) - Justin Smith – bas-gitara (na 4. i 7. pjesmi) Dodatni glazbenici - Anna Scott – violončelo - Jon Seagroatt – saksofon, flauta - Kat Harcup – violončelo (na 12. i 13. pjesmi) | Ostalo osoblje - Sam Robinson – dizajn naslovnice - Tina Korhonen – fotografija - Ed Deegan – tonska obrada - Mark Bishop – tonska obrada (12. i 13. pjesme) - Josh Weeden – tonska obrada (12. i 13. pjesme) - Ed Turner – miksanje - Tim Debney – mastering |